# Erik Čikoš
Erik Čikoš (Bratislava, 31 luglio 1988) è un calciatore slovacco, difensore del Ferschnitz.

## Palmarès

### Club
- Campionato polacco: 1

Wisła Cracovia: 2010-2011